# Arthroteles cinerea

Arthroteles cinerea är en tvåvingeart som beskrevs av Brian Roy Stuckenberg 1956. Arthroteles cinerea ingår i släktet Arthroteles och familjen snäppflugor. Inga underarter finns listade i Catalogue of Life. Artens utbredningsområde är de södra delarna av Sydafrika. Arten är en pollinatör med lång snabel som används för att nå ned i djupa blommor.